# Ованесов, Виталий Сергеевич
Вита́лий Серге́евич Оване́сов (10 ноября 1940, Раменское — 22 сентября 2013, Сергиево-Посадский район) — советский и российский актёр.

## Биография
Окончив студию при Центральном детском театре в Москве, вошёл в труппу данного театра. На сцене впервые появился ещё во время учёбы, в спектакле «Друг мой, Колька!» по пьесе Александра Хмелика, а впоследствии сыграл и в одноимённом фильме по мотивам данной пьесы.
С 1969 года — актёр Театра Армии. Работа артиста в ряде спектаклей была положительно оценена как постановщиками театра, так и профессиональной критикой.
В 1984 году окончил театральное училище им. Щукина по специальности «режиссёр-постановщик», на сцене театра поставил свой дипломный спектакль «Белая палатка». Среди спектаклей, в дальнейшем поставленных им в ЦАТРА, были «Брегет» и «Сватовство майора».
Участвовал в радиопостановках, занимался озвучиванием и дублированием фильмов для телевидения. В начале 2000-х годов переозвучивал советские мультипликационные фильмы (вместе с Юльеном Балмусовым и Владимиром Конкиным).
Скончался на 73-м году жизни от инфаркта на даче в кругу семьи. Похоронен актёр на Пятницком кладбище рядом с отцом.

## Актёрские работы
- Территория (1993) — следователь прокуратуры (фильм 2 «Кто убийца?»)
- Город над головой (1985) — Каширин
- Сибирь (1976) — Петька Скобелкин
- Улица без конца (1972) — ведущий пресс-конференции на застолье
- День за днём (1971—1972) — Киракос Мовсесян
- Мосты через забвение (1969) — студент
- Я вас любил… (1967) — Женя Липатов
- Бей, барабан! (1962) — Михаил Корнеев, ученик-контрреволюционер
- Друг мой, Колька! (1961) — Валерий Новиков, председатель совета дружины

### Телеспектакли
- А это случилось в Виши (1989) — электромонтёр
- Усвятские шлемоносцы (1982) — Витой
- Ярость (1979) — Филин
- Истцы и ответчики (1978) — Яков Трофимов
- Господин Пунтилла и его слуга Матти (1974) — адвокат
- Разные люди (1973) — Николай Седых, шофёр такси, герой второй главы телеповести

## Дубляж и закадровое озвучивание

### Телесериалы
- 1990—1991 — Твин Пикс[10] — Шериф Трумэн (Майкл Онткин), майор Бриггс (Дон Синклер Дэвис), доктор Джекоби (Расс Тэмблин), Джерри Хорн (Дэвид Патрик Келли), Пит Мартэлл (Джек Нэнс), Эд Хэрли (Эверетт Макгилл), Уиндом Эрл (Кеннет Уэлш) (закадровый перевод студии кинопрограмм РГТРК «Останкино», 1993—1994 гг.)

## Переозвучивание мультфильмов киностудии «Союзмультфильм» (2001 г.)
- Царевна-лягушка (1954) — старший брат / медведь
- Оранжевое горлышко (1954)
- В лесной чаще (1954) — папа Барсук
- Стрела улетает в сказку (1954) — медведь / старый пень
- Золотая антилопа (1954) — палач
- Крашеный лис (1953) - волк
- Братья Лю (1953) — палач
- Сармико (1952) — дядя Стёпа / голос диктора радиоточки
- Валидуб (1952) — медведь
- Сердце храбреца (1951) — Соломдига / горный человек Какзаму
- Чудо-мельница (1950) — медвежонок
- Когда зажигаются ёлки (1950) — волк
- Олень и Волк (1950) — волк
- Сказка о рыбаке и рыбке (1950) — 1-й боярин
- Волшебный клад (1950) — старик
- Желтый аист (1950)
- Лиса-строитель (1950) — осёл
- Гуси-лебеди (1949) — ёжик / батюшка
- Лев и заяц (1949) — отражение Льва
- Чужой голос (1949) - тетерев
- Чудесный колокольчик (1949) — медведь
- Серая Шейка (1948) — селезень